# Australian Cycling Academy
Die Australian Cycling Academy (ACA) ist ein gemeinnütziges Radsport-Entwicklungsprogramm zur Förderung des australischen Nachwuchses im Radsport.
Das Projekt wurde 2018 von dem ehemaligen Radrennfahrern Ben Kersten und Matt Wilson ins Leben gerufen. Die ACA verbindet professionelles Mentoring durch die University of the Sunshine Coast mit einem Hochschulstudium an der Universität und unterstützt die Sportler mit einem Stipendium. Dabei wird Wert auf ein ausgewogenes Verhältnis von Arbeit, Sport und Erholung gelegt. Darüber hinaus unterstützt die ACA auch die lokale Industrie und den Tourismus, indem sie Trainingscamps, Online-Coaching, eine Schulbildungsinitiative und andere gemeindebasierte Radsportprojekte betreibt.
Zur Australian Cycling Academy gehörten von 2018 bis 2024 ein UCI Continental Team und von 2023 bis 2024 auch ein UCI Women’s Continental Team, um den Athleten Rennerfahrung auf internationalem Niveau zu ermöglichen und den Weg in eine Profi-Karriere zu bereiten.